# Pyrinia junctaria
Pyrinia junctaria là một loài bướm đêm trong họ Geometridae.